# NGC 2635
NGC 2635 (другие обозначения — OCL 728, ESO 371-SC1) — рассеянное скопление в созвездии Компас.
Этот объект входит в число перечисленных в оригинальной редакции «Нового общего каталога».
Имеет такой же возраст, как и рассеянное скопление Гиады, но NGC 2635 чрезвычайно бедно металлами для своего возраста, что делает его интересным в контексте моделей химической эволюции галактического диска.